# Генуэзские арбалетчики

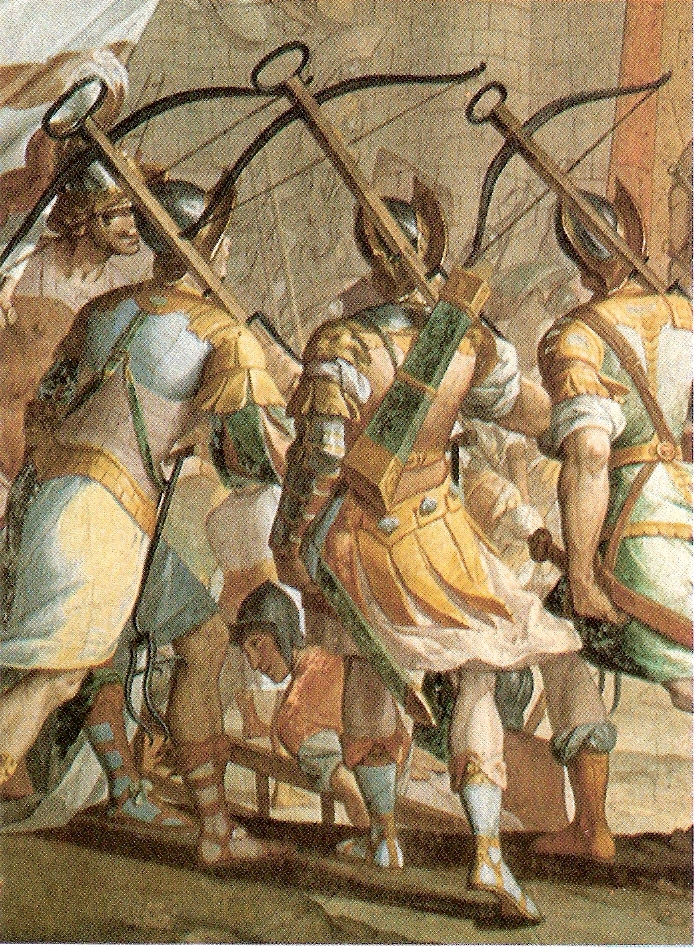
Фреска Ладзаро Тавароне, изображающая участие генуэзских арбалетчиков в осаде Иерусалима (Дворец Катанео-Адорно, Генуя).

Генуэзские арбалетчики — пешие арбалетчики из Генуи (Италия), за пределами родного города известны с XI века, но широкую известность приобрели в XIV веке в первую очередь как наёмники. Нужно оговорить, что наёмные арбалетчики были из многих итальянских городов (Милан, Падуя и т. д.), а не только из Генуи. И иногда, вероятно, в составе армий всех наёмных итальянских арбалетчиков могли называть «генуэзцами». Но собственно генуэзские арбалетчики всегда подчинялись Генуэзской республике и сдавались внаём централизованно. Они не были «наёмниками без флага».

## Организация
Как военное образование генуэзские арбалетчики появляются приблизительно в XII веке. Арбалетчики объединены в знамёна (с итал. — «bandiere») — группы по 20 человек под командованием коннетабля, и могли объединяться в соединения в несколько сотен или тысяч воинов с главнокомандующим, обычно представителем одной из благородных генуэзских семей, который был ответственным за их координацию в сражении.
Вербовка была в компетенции двух человек, обычно дворян, которые должны были оценить каждого рекрута. Все принятые арбалетчики клялись в верности Республике. Сроки службы устанавливались разные, но не меньше одного года.
Арбалетчики были всегда под командой Генуэзской республики, в чём приносили присягу и не могли быть наёмниками, лишёнными флага. Только правительство города могло разрешить применение этих войск вне границ республики, получая за это деньги. Таким образом, нельзя говорить о них как наёмниках в узком смысле, но больше как о военных специалистах, которые сражались не всегда только за родной город, но также и за деньги иностранцев.

## История
Генуэзские арбалетчики использовались как на земле (при осадах и полевых сражениях), так и в морских сражениях, например, в сражении при Мелории 1284 года и в сражении у острова Курцоле 1298 года.
Период максимального расцвета пришёлся на XII—XVI века. Впервые на международной сцене генуэзские арбалетчики, вероятно, появляются в первом Крестовом походе, когда командир генуэзской части Гульельмо Эмбриако, прозванный Testadimaglio, использовал их при осаде Иерусалима для подавления лучников сарацин при поддержке атаки двух осадных башен, построенных из обшивки тех же кораблей, на которых генуэзцы приплыли в Святую землю.
Первое упоминание о них как о наёмниках приходится на 1173 год (контракт с маркграфством ди Гави на арбалетчиков в оборонительных целях). В 1225 году город Асти сдал внаём 120 арбалетчиков с 20 лошадьми, для использования в войне против Алессандрии.
Некоторые монархи в ярости калечили пленных арбалетчиков из-за больших потерь, наносимых этим оружием. Так, Фридрих II приказывал увечить пленных так, чтобы они не могли больше пользоваться арбалетом. Причиной послужила сорванная в 1247 году имперская осада Пармы с участием 600 арбалетчиков, которая окончилась полным разгромом имперцев и захватом большого числа трофеев, включая саму корону Фридриха II.

Тем временем император Фридрих осадил в Ломбардии город Парму, который восстал против него и перешёл на сторону церкви. В Парме находился вспомогательный отряд церковной кавалерии с папским легатом во главе. Фридрих со всеми своими силами и ломбардцами несколько месяцев осаждал город, поклявшись не отступать до тех лор, пока не возьмёт его. У стен Пармы он велел выстроить бастион наподобие настоящей крепости со рвами и изгородями, башнями и прочными домами, и назвал его Викторией. Парма была отрезана от всего мира и запасы провизии пришли в ней к концу, так что она не могла больше держаться. Императору это было хорошо известно от лазутчиков, поэтому он считал дело сделанным и совсем не остерегался защитников Пармы. Но случилось так, что однажды император выехал из Виктории на охоту со своими гончими и соколами в сопровождении баронов и свиты. Горожане узнали об этом от своих разведчиков и охваченные одним стремлением, а точнее, отчаянием, вооружились и сделали общую вылазку из Пармы. Народ и рыцари вышли из города одновременно и храбро напали на бастион Викторию с разных сторон. Люди императора были застигнуты врасплох, потому что не ожидали нападения и не позаботились об охране. Внезапная и решительная атака не встретила никакого сопротивления, к тому же самого императора в лагере не было, и его люди в беспорядке бросились бежать. Хотя у них было втрое больше конных и пеших, чем у пармезанцев, они были наголову разбиты и потеряли множество убитых и пленных. Сам Фридрих, прослышав о поражении, с позором спасся в Кремону. Пармезанцы же заняли бастион со всем его снаряжением и провиантом, а также императорской казной в Ломбардии и короной Фридриха, которую они поныне хранят в ризнице своего епископства. Все нападавшие обогатились и, забрав свои трофеи, сожгли укрепление дотла, чтобы не осталось и следа построек. Это произошло в первый вторник февраля 1248 года.

Самое широкое применение наёмные арбалетчики приобрели во время Столетней войны. В течение всего этого периода Генуя разделяла судьбу Франции, включая и горькие начальные поражения.

## Вооружение

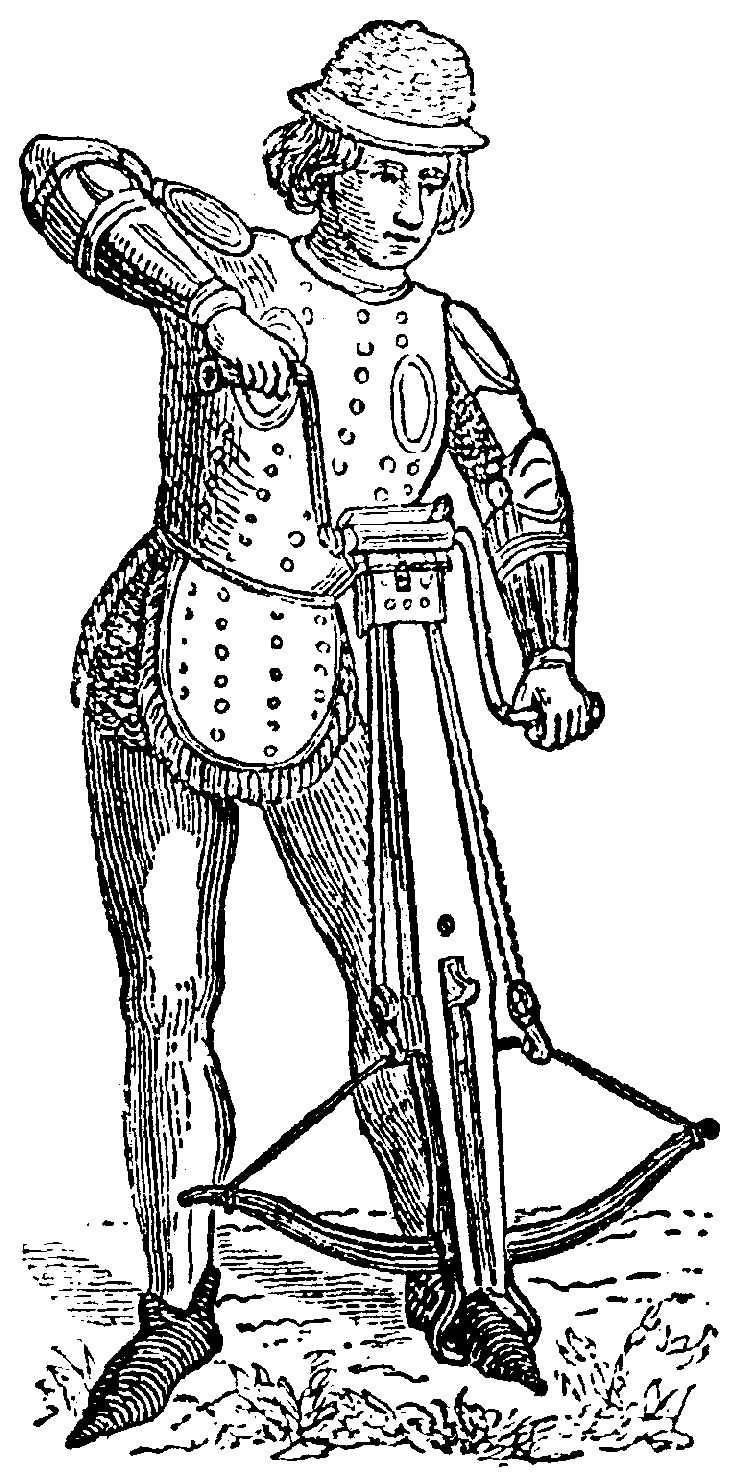
Зарядка арбалета с воротом

В 1339 году у Филиппа де Валуа находились на службе Антонио Дориа и Карло Гримальди со своими людьми. В качестве оружия каждый должен был иметь два арбалета, пластинчатый панцирь и горжет, железные наручи и бацинет, меч и хороший кинжал. На каждые 25 человек полагался командир, получавший 10 флоринов в месяц, тогда как рядовой арбалетчик получал 5 флоринов.
Генуэзцы нанимались и кораблями с командами, укомплектованными морской пехотой. На каждом корабле было по 25 арбалетчиков.
На изображении середины XIV века из восточной Франции (Ажено, церковь Св. Николая) показан арбалетчик в бацинете без забрала, с кольчужной бармицей, прикрывающей и плечи, кольчуге с длинными рукавами и наплечными пластинами, в кожаных перчатках с крагами. На ногах у него ясно видны наколенники и кольчужные башмаки — очевидно, к ним ещё прилагались пластинчатые налядвенники и наголенники. Из оружия — арбалет, на широком кожаном поясе колчан с болтами (о наличии колчана свидетельствует пряжка со шпеньком на поясе) и меч с большим круглым навершием.
В уставе флорентийских наёмников 1369 года в качестве снаряжения арбалетчика оговаривается не только арбалет с принадлежностями, но также нож, доспех и черепник.
В целом, в XIV веке полное вооружение наёмного генуэзского арбалетчика составляло:
- Вооружение: арбалет, колчан с болтами (18 или 36 штук, согласно ордонансам; остальные везли на повозках в обозе), меч и хороший кинжал.
- Доспех: пластинчатый панцирь (или кольчуга с длинными рукавами (прикрывающими всю руку) и наплечными пластинами) и горжет, перевязь, наручи из железа или кожи, бацинет без забрала или цервельер, с кольчужной бармицей, прикрывающей и плечи, наколенники и кольчужные башмаки, пластинчатые налядвенники и наголенники.
- Щит-павеза использовался чаще специальными щитоносцами для прикрытия арбалетчиков, но иногда они и сами их носили.

## Тактика
Командир согласовывал с командующим установку арбалетчиков: было предпочтительно выстраивать арбалетчиков на сухой земле (арбалет для перезарядки должен быть поставлен на землю и прижат ногой за стремя, чтобы иметь упор для натяжения тетивы), по возможности без препятствий между арбалетчиками и врагом. В течение перезарядки, которая иногда требовала более одной минуты, они защищались сзади большой павезой, поставленной на землю или поддерживаемым щитоносцем. Чтобы не попасть под контратаку пехоты и кавалерии, после нескольких выстрелов арбалетчики могли быть отведены в тыл или быть прикрыты другими частями. Командир мог переместить их в другое место на поле боя для дальнейшего обстрела врага.
В отличие от лучников, арбалетчики стреляли преимущественно прямой наводкой, а не навесом. Поэтому при глубоком построении во много шеренг, задние ряды не могли стрелять. Для борьбы с этим изобрели систему замены шеренг, когда отстрелявшаяся шеренга отходила назад, а на её место становилась следующая. Пока стреляли следующие шеренги, первая уже успевала перезарядить арбалеты и была опять готова к стрельбе. Такая система называлась караколированием — «движением улиткой» (с итал. — «caracole» — улитка) и затем была перенята у арбалетчиков мушкетёрами более позднего периода.

## Сражения с участием генуэзских арбалетчиков

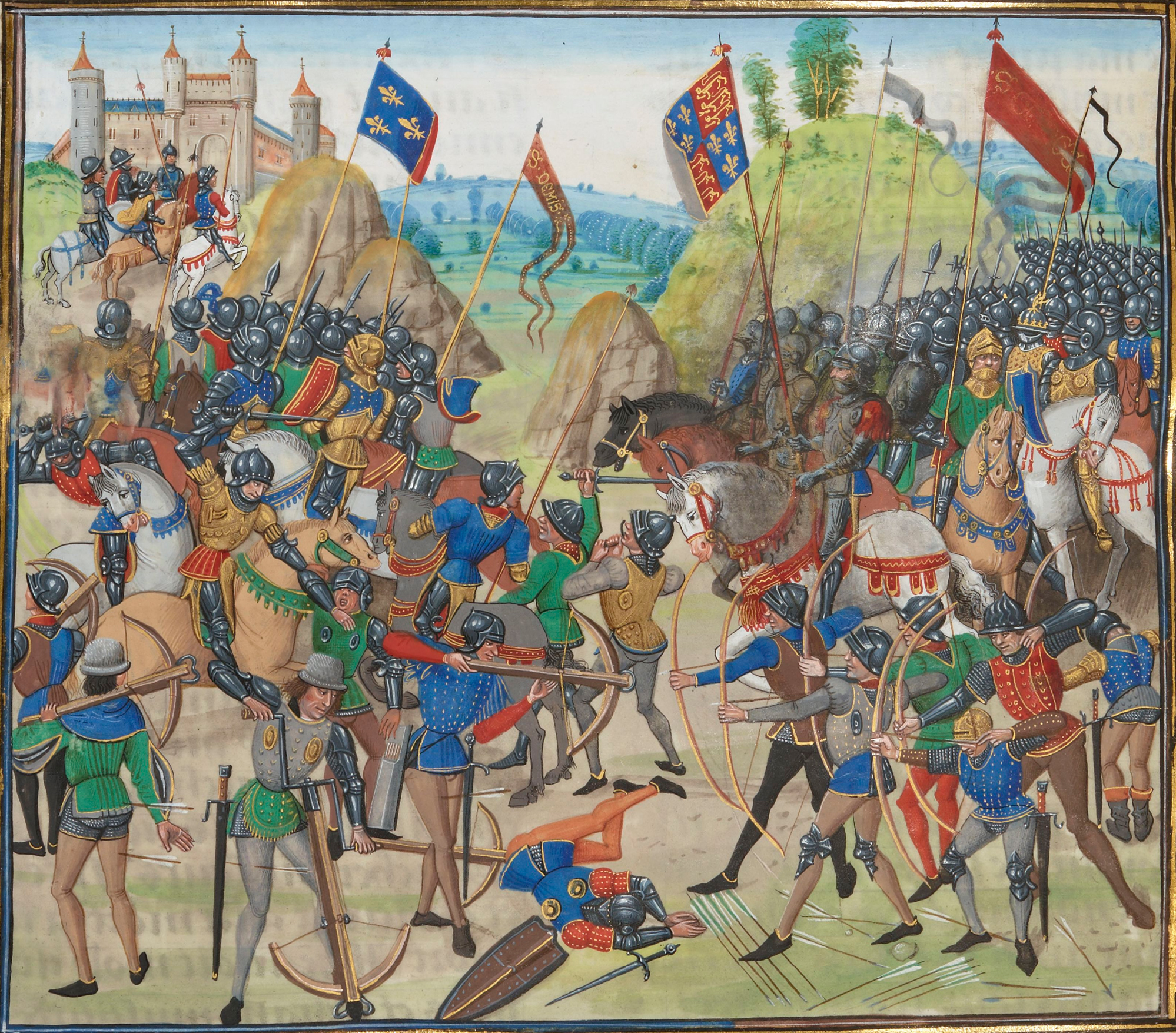
Битва при Креси

Существует упоминание о генуэзских арбалетчиках во время осады Иерусалима в 1099 году.
- Сражение при Мелории (1284 год) — победа над флотом Пизанской республики.
- Сражение у острова Курцоле (1298 год) — победа над венецианским флотом.
- Битва при Куртре (11 июля 1302 года)
- Осада укреплений апостоликов Дольчино на горе Рубелло войском крестоносцев (март 1307 года), в котором, по словам хрониста Гвидо Пизанского, находились «генуэзские стрелки»[3].
- Битва при Слейсе (24 июня 1340 года) — морское сражение, большая часть кораблей французов была нанята в Генуе вместе с экипажами. На каждом было около 25 арбалетчиков.
- Битва при Креси (26 августа 1346 года) — генуэзские арбалетчики в силу ряда обстоятельств терпят сокрушительное поражение от английских лучников и несут большие потери.
- Битва при Пуатье (19 сентября 1356 года).
- Куликовская битва (8 сентября 1380 года) —  в центре войска Мамая находилась «генуэзская пехота», набранная в черноморских колониях Республики Св. Георгия.
- Оборона Константинополя (апрель/май 1453 года) — генуэзец Джованни Лонго командовал отрядом из 700 хорошо вооружённых солдат-добровольцев (400 из которых были завербованы в Генуе, а 300 — на островах Хиос и Родос)